# Kozaczyzna (rejon złoczowski)
Kozaczyzna (ukr. Косарщина) – wieś na Ukrainie w rejonie złoczowskim obwodu lwowskiego.

## Historia
Dawniej część Ponikowicy i cegielnia w powiecie brodzkim.
Do 2020 w rejonie brodzkim. 